# Макеево (Ступинский район)
Макеево — деревня в Ступинском районе Московской области в составе Семёновского сельского поселения (до 2006 года входила в Ивановский сельский округ). На 2015 год в Макеево, фактически, дачный посёлок: при 4 жителях в деревне 1 улица, 8 проездов и садовое товарищество.

## Население
| 2002 | 2006 | 2010 |
| ---- | ---- | ---- |
| 11   | ↘8   | ↘4   |

Макеево расположено на северо-западе центральной части района, у истоков реки Сосенки, левого притока реки Лопасни, высота центра деревни над уровнем моря — 170 м. Ближайшие населённые пункты: Петрищево — около 300 м на северо-запад, Чернышово — примерно в 0,8 км на северо-восток и Ольховка — около 1,2 км на юг.